# Claude Servet
Claude Servet, né David Retchisky à Odessa (Russie) le 22 juin 1904 et mort le 3 février 1944 à Chartres (Eure-et-Loir), est un responsable communiste et résistant français.

## Biographie

### D'Odessa à Genève
Fils d'un révolutionnaire russe qui émigre en Suisse en 1907 pour fuir « « la misère et les pogroms de juifs », David Retchisky fait ses études en langue française à Genève. Après une formation à l'école professionnelle, il est apprenti tailleur dans la boutique de son père avant de travailler dans des fabriques d'habillement. Il adhère au syndicat des ouvriers tailleurs et participe à une grève de cette corporation.

### Militant communiste
Membre du Parti communiste suisse en 1923, il fonde la « Jeunesse communiste » à Genève. Traqué par la police, il décide de rejoindre, sans papiers, la France en 1925. Sous le nom de Marcel Chavannes, il entre alors dans les jeunesses communistes dont il est secrétaire pour la région parisienne en 1926.
La police ayant découvert son identité, son parti l'envoie à l'école léniniste internationale de Moscou de 1927 à 1930. Il obtient alors la nationalité soviétique. Il rentre à Paris, et, à la demande d'Henri Barbé, devient membre du comité central du Parti communiste français (PCF). C'est à ce moment qu'il prend le pseudonyme de Claude Servet.
Chargé essentiellement de l'agitprop, il est mis en cause dans l'affaire Barbé-Célor en 1931, et finit par faire son auto-critique.
Rédacteur à l'Humanité en octobre 1932, il est arrêté le mois suivant sous la double inculpation de « provocation de militaires à la désobéissance dans un dessein de propagande anarchiste » ainsi que « faux et usage de faux », pour avoir présenté un faux livret militaire au nom de Davy. Il est condamné à plusieurs mois de prison avant d'être expulsé vers l'Union soviétique. Il est alors employé de l'Internationale communiste.
En 1937, il retourne en France, où est restée son épouse, et prend le pseudonyme de Marcel Fabre.

### Rôle actif dans la Résistance
Interné en septembre 1939 comme « suspect », il parvient à s'évader de la prison de Chartres au printemps 1940. A l'automne, il reprend son activité clandestine dans le 15e arrondissement de Paris. Responsable d’un secteur parisien des FTP, il participe à de nombreuses actions dont, entre autres, l’exécution d’un officier allemand à Épinay-sur-Seine. 
En 1943, Claude Servet est chargé par le PCF et les FTP d'organiser les maquis dans l'Yonne et la Côte-d'Or. Il est ensuite désigné pour prendre la direction de la région FTP bordelaise.

### Mort pour la France
Dans des circonstances non élucidées, il est atteint d'une balle dans l'abdomen et d'une autre dans la cage thoracique. Il meurt à l’hôpital de Chartres le 3 février 1944.
Reconnu militaire des Forces françaises de l'intérieur, David Retchisky (Claude Servet) est déclaré mort pour la France.